# 万雅讷河畔香槟
万雅讷河畔香槟（法語：Champagne-sur-Vingeanne，法語發音：[ʃɑ̃paɲ syʁ vɛ̃ʒan]）是法国科多尔省的一个市镇，属于第戎区。

## 地理
万雅讷河畔香槟（47°26'46"N, 5°23'29"E）面积13.25 平方千米，位于法国勃艮第-弗朗什-孔泰大區科多尔省，该省份为法国中东部省份，北起奥布省，西接涅夫勒省和约讷省，南至索恩-卢瓦尔省，东南接汝拉省，东临上索恩省，东北部与上马恩省接壤。
与万雅讷河畔香槟接壤的市镇（或旧市镇、城区）包括：勒耶、勒内沃、万雅讷河畔博蒙、万雅讷河畔布拉尼、瓦西伊、欧特雷莱格雷、布鲁瓦莱卢和韦尔方丹。

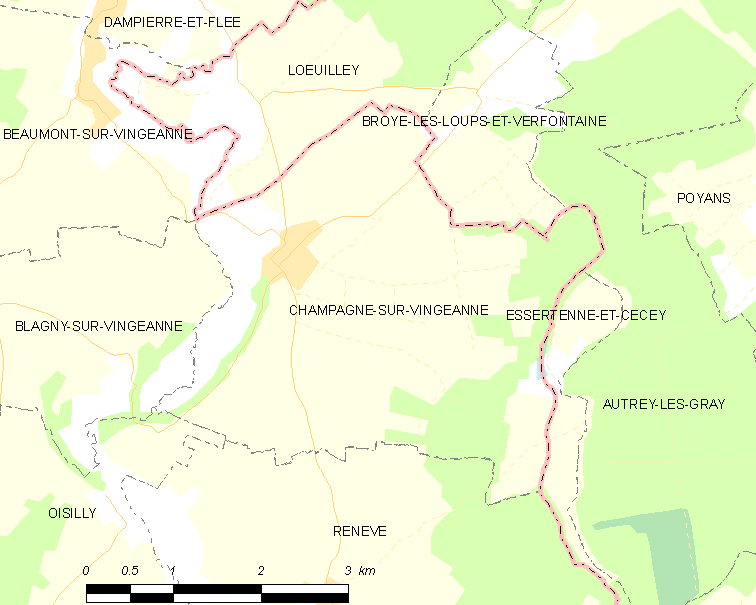
万雅讷河畔香槟的OSM定位图

万雅讷河畔香槟的时区为UTC+01:00、UTC+02:00（夏令时）。

## 行政
万雅讷河畔香槟的邮政编码为21310，INSEE市镇编码为21135。

## 政治
万雅讷河畔香槟所属的省级选区为圣阿波利奈尔县。

## 人口

1962-2008年间万雅讷河畔香槟人口变化图示

万雅讷河畔香槟于2022年1月1日时的人口数量为313人。